# The Colbert Report
The Colbert Report era un programma televisivo statunitense presentato dal comico Stephen Colbert, precedentemente inviato per The Daily Show.
The Colbert Report è uno spin-off di The Daily Show che, come The Daily Show, critica la politica e i media. Il programma è concentrato su Stephen Colbert, un giornalista immaginario interpretato da Colbert. Il personaggio, descritto dallo stesso Colbert come “dalle buone intenzioni, mal informato, ricco idiota”, è una caricatura dell'esperto di politica televisivo.
The Colbert Report è stato candidato a quattro Premi Emmy nel 2006 e nel 2007, due Television Critics Association Awards, e due Satellite Awards. Ha ricevuto uno speciale riconoscimento ai GLAAD Media Awards 2007.

## Produzione
Nel 2005, data la vittoria di The Daily Show ai Premi Emmy, Comedy Central decise di espandere il franchise. Stephen Colbert era stato corrispondente e co-scrittore di The Daily Show per 6 stagioni. Si presume che a Jon Stewart e a Ben Karlin (produttore esecutivo diThe Daily Show) sia venuta l'idea di The Colbert Report dopo aver visto un servizio sulla causa per molestie sessuali contro Bill O'Reilly. La compagnia di produzione di Jon Stewart, Busboy Productions, produsseThe Report. Colbert, Stewart e Karlin presentarono l'idea dello show (descrivendolo secondo quanto si dice: "la nostra versione di The O'Reilly Factor con Stephen Colbert") all'amministratore di Comedy Central, Doug Herzog, che accettò di iniziare trasmettere lo show per otto settimane senza nemmeno mandare in onda una puntata pilota.
The Colbert Report apparve per la prima in tre spot pubblicitari trasmessi numerose volte in The Daily Show, anche se i temi base di The Report possono essere già visti nei servizi di Colbert come corrispondente di The Daily Show. Il programma debuttò il 17 ottobre 2005, inizialmente con un accordo per la trasmissione per otto settimane. Il 2 novembre 2005, visti gli alti risultati di audience per le prime due settimane, Comedy Centrale e Colbert annunciarono di aver firmato per un altro anno, fino alla fine del 2006.

## Impatto culturale
The Colbert Report ha ricevuto una notevole copertura dei media seguendo il suo debutto il 17 ottobre 2005.

Stephen Colbert (l'altro) annuncia che "The Wørd" dell'episodio è "truthiness", durante il primo episodio di The Colbert Report. Nel 2011 questa parola è entrata nell'dizionario Webster è riguarda la convinzione o l'affermazione che una particolare affermazione è vera sulla base dell'intuizione o delle percezioni di uno o più individui, senza riguardo a prove, logica, esame intellettuale o fatti.

Dal momento della sua messa in onda ha avuto un considerevole impatto sulla cultura americana: ha infatti coniato nuove parole come “truthiness” , descritta come “la qualità per la quale ognuno intende di sapere qualcosa emozionalmente o istintivamente, senza riguardo per prove o esami intellettuali”. Questa parola è stata selezionata dal New York Times, come una delle parole che ha catturato lo spirito del tempo (Zeitgeist) dell'anno 2005, e nel 2006 l'American Dialect Society l'ha scelta come la Parola dell'Anno 2005.
Altre parole coniate da Stephen Colbert sono “Freem” e “Wikiality”, che definisce il concetto che “insieme possiamo creare una realtà su cui tutti siamo d'accordo”.
Nel 2006, il Ministro dei Trasporti ungherese lanciò un voto online per suggerimenti di un nome per un futuro ponte automobilistico sopra il Danubio, sopra Budapest. Il ministro ufficialmente avrebbe scelto fra tre dei più votati, guidato da suggerimenti di esperti locali. Stephen Colbert promosse una campagna per farlo intitolare a suo nome e vinse nel primo round di votazione con 17.231.725 di voti e il 53% dei voti totali e nel secondo e ultimo round vinse ancora con 93.163 e il 25% dei voti totali. Nonostante questo, l'ambasciatore ungherese Simonyi dichiarò che nonostante Colbert avesse vinto, avrebbe dovuto parlare fluentemente l'ungherese e dovrebbe essere stato morto per potere avere un ponte in Ungheria con il suo nome. Il ponte fu successivamente chiamato Megyeri hìd, “Ponte Megyeri”.
Il 16 ottobre 2007 annunciò nel suo programma che si sarebbe candidato presidente nella corsa del 2008. Non scelse nessun vice presidente, anche se stava considerando di scegliere, Vladimir Putin, Mike Huckabee o se stesso come compagno di candidatura. Inoltre si era candidato solo per il South Carolina, il suo paese natale. Un'altra stranezza della sua campagna è il fatto che stava pensando di candidarsi sia per il partito repubblicano, che per quello democratico. Il 1º novembre 2007 l'assemblea esecutiva del Partito Democratico del South Carolina votò 13-3 per eliminarlo dalla campagna.
Stephen Colbert è stato nella lista delle 100 persone più influenti del 2008 e del 2012 della rivista Time, arrivando 2º nel sondaggio del pubblico.